# Liste von Persönlichkeiten der Stadt Güstrow
Die Liste der Persönlichkeiten der Stadt Güstrow führt bekannte Personen auf, die in Güstrow geboren sind bzw. gelebt und gewirkt haben.

## Söhne und Töchter der Stadt

### Bis 1900
- Joachim Coch (≈1500–1567), Bürgermeister von Güstrow
- Johann VII. (1558–1592), regierender Herzog zu Mecklenburg im Landesteil Schwerin (1576–92)
- Johannes Corvinus (1583–1646), lutherischer Theologe in Stralsund und Danzig
- Christoph Gerdes (1590–1661), Bürgermeister von Lübeck
- Sophie Elisabeth (1613–1676), Tochter von Herzog Johann Albrecht II., Herzogin zu Braunschweig und Lüneburg, Fürstin von Braunschweig-Wolfenbüttel, Komponistin und Schriftstellerin
- Christine Margarete (1615–1666), Tochter von Herzog Johann Albrecht II., Herzogin zu Mecklenburg [-Schwerin]
- Daniel Michaelis (1621–1652), evangelischer Theologe und Hochschullehrer
- Hans Albrecht Achill von Stierling (1625–1663), sächsischer Hofbeamter
- Josua Arnd (1626–1687), evangelischer Theologe, Historiker und Kirchenlieddichter
- Christian Geist (≈1640–1711), Komponist und Organist
- Louise (1667–1721), Tochter von Herzog Gustav Adolf, Königin von Dänemark
- Johann Christopher Jauch (1669–1725), evangelischer Geistlicher und Dichter, letzter Hof- und Schlossprediger zu Güstrow
- Auguste (1674–1756), Tochter von Herzog Gustav Adolf, Herzogin zu Mecklenburg [-Güstrow], pietistische Reformerin
- Joachim Daniel von Jauch (1688–1754), Ingenieuroffizier und Architekt
- Georg Christoph Detharding (1699–1784), Mediziner
- Georg Wilhelm Detharding (1701–1782), Lübecker Bürgermeister
- Joachim Georg Darjes (1714–1791), Rektor der Brandenburgischen Universität Frankfurt
- Johann Gottlieb Friedrich Kämpffer (1753–1821), Superintendent zu Gr. Wechsungen b. Nordhausen
- Karl von Zeppelin (1766–1801), Diplomat, Staatsminister in Württemberg
- Ferdinand Ludwig von Zeppelin (1772–1829), Minister und Abgeordneter in Württemberg
- Fanny Tarnow (1779–1862), Schriftstellerin
- Johann Christian Daniel Salchow (1782–1829), Rechtswissenschaftler, Hochschullehrer und Schriftsteller
- Ferdinand Kämmerer (1784–1841), Jurist und Rechtsgelehrter an der Universität Rostock
- Georg Friedrich Kersting (1785–1847), Maler der Romantik
- Löser Cohen (1787–1873), freiwilliger Jäger in den Befreiungskriegen, Bildhauer
- Hermann Vermehren (1792–1858), evangelisch-lutherischer Geistlicher und Konsistorialrat in Mecklenburg
- Georg Sibeth (1793–1880), Gutsherr und plattdeutscher Schriftsteller
- Heinrich Friedrich Francke (1805–1848), Wasserheilkundler
- Adolf Fuchs (1805–1885), Autor, Siedler in Texas
- Pauline Steinhäuser (1809–1866), Historien- und Genremalerin
- Rudolf von Nettelbladt (1814–1898), Verwaltungsjurist und Kammerpräsident in Mecklenburg-Schwerin
- Fedor Spangenberg (1816–1888), Jurist und Instanzrichter
- Carl Vermehren (1816–1892), Jurist
- Ludwig Gabillon (1825–1896), Schauspieler und Regisseur
- Karl Holsten (1825–1897), Theologe in Bern und Heidelberg, Rektor der Universität Heidelberg
- Wilhelm von Wickede (1830–1895), Vizeadmiral
- Georg Wiese (1830–1888), Bildhauer
- August Scheffers (1832–1888), Architekt und Hochschullehrer
- Zerline Gabillon (1834–1892), Schauspielerin und Übersetzerin
- Albert Schmidt (1836–1912), Dichterjurist
- Paul Spangenberg (1843–1918), Maler
- Louis Noebe (1843–1931), Cellist und Geigenbauer
- Karl Sprenger (1846–1917), Botaniker und kaiserlicher Gartenmeister
- Anna von Sprewitz (1847–1923), Diakonisse und Stifterin
- Richard Quitzow (1853–1927), Buchhändler und Politiker
- Carl Paschen (1857–1923), Konteradmiral der Kaiserlichen Marine
- Karl Behm (1858–1905), Genre- und Porträtmaler
- Joachim Adolph von Bassewitz (1859–1918), Konteradmiral
- Hermann Maul (1859–1926), Kaufmann, Ehrenbürger und Senator in Harburg
- Paul Viereck (1860–1915), Jurist und Reichsgerichtsrat
- Otto Vermehren (1861–1917), Maler, Zeichner und Kopist, erster deutscher Direktor der Uffizien in Florenz
- Robert Hinrichsen (1863–1926), Rechtsanwalt und Notar
- Franz Fritzsche (1867–1943), Philologe und Pädagoge
- Friedrich Lorentz (1870–1937), Slawist
- Ernst Salfeld (1871–1932), Manager und Politiker
- Otto Söffing (1875–1952), Zeitungsredakteur
- Carl Koch (1879–1965), Rechtsanwalt, Politiker und Bürgermeister von Schönberg in Mecklenburg
- Adolf Lindemann (1880–1954), Gymnasiallehrer und Politiker
- Heinrich Heydemann (1881–1973), Jurist und Politiker, von 1919 bis 1935 Bürgermeister von Güstrow
- Carl Adolf Martienssen (1881–1955), Pianist und Musikpädagoge
- Helmut Yström (1881–1963), Senator in Bremen
- Gustav Havemann (1882–1960), Violinist, Leiter der Reichsmusikkammer
- Rudolf Pechel (1882–1961), Journalist, Widerstandskämpfer gegen das NS-Regime
- Max Heydemann (1884–1956), Politiker (USPD, KPD, SPD)
- Erich Lindemann (1888–1945), Pädagoge, Botaniker, Phykologe und Taxonom
- Theodor Hoelty-Nickel (1894–1986), deutsch-amerikanischer Theologe und Musiker
- Axel von Bleßingh (1900–1986), Seeoffizier und zuletzt Kapitän zur See der Kriegsmarine

### Ab 1901
- Egon Wiberg (1901–1976), Chemiker und Professor
- Karl-Heinz Bürger (1904–1988), SS-Oberführer, Oberst der Polizei sowie SS- und Polizeiführer
- Wolfgang Heilmann (1913–1992), Philosoph und Hochschullehrer
- Ursula Sellschopp (1915–1998), Gynäkologin und  Ehrenbürgerin der Stadt Frankfurt (Oder)
- Harry Lehmann (1924–1998), Physiker
- Klaus-Jürgen Schneider (1930–2015), Bauingenieur und Verleger
- Udo Bandow (1932–2023), Bankier und Fußballfunktionär
- Ernst-Ludwig Petrowsky (1933–2023), Jazzmusiker
- Henning von Ondarza (* 1933), General a. D. (Inspekteur des Heeres)
- Zvi Zilker (1933–2021), Bürgermeister von Aschdod, Israel (1969–1983, 1989–2008)
- Friedrich-Christian Schroeder (1936–2024), Strafrechtswissenschaftler und Hochschullehrer
- Michael Hansen (1940–2023), Schlagersänger, Komponist und Produzent
- Peter Randt (* 1941), Handballspieler
- Jochen Both (* 1941), Leichtathlet
- Gerd Roggensack (1941–2024), Fußballspieler und -trainer
- Christian Beckmann (* 1943), Agraringenieur und Politiker
- Jan Harff (* 1943), Geologe
- Rudolf Piernay (* 1943), Gesangs- und Hochschullehrer
- Hanna Wolf (* 1943), Politikerin (LDPD)
- Katrin Alvarez (* 1944), Malerin
- Gisela Jaacks (* 1944), Volkskundlerin und ehemalige Leiterin des Museums für Hamburgische Geschichte
- Hans-Georg Voß (* 1944), Psychologe und Hochschullehrer, Sachbuchautor
- Rita Gildemeister (* 1947 in Klueß), Leichtathletin
- Reinhard Fißler (1949–2016), Musiker
- Georg Greve (* 1949), Mathematiker und Rentenversicherungs-Manager
- Paul Krüger (* 1950), Politiker (CDU)
- Peter Kurth (* 1957), Schauspieler
- Karen Stramm (* 1961), Politikerin
- Frank Hadler (* 1962), Historiker
- Holger Schneider (* 1963), Handballspieler und -trainer
- Torsten Voss (* 1963), Leichtathlet und Bobsportler
- Dorette König (* 1964), Managerin
- Torsten Renz (* 1964), Politiker (CDU)
- Frank-Peter Roetsch (* 1964), Biathlet
- Fred Radig (1965–2019), Handballspieler
- Niels-Olaf Lüders (* 1966), Politiker (BSW, zuvor Die Linke)
- Simone Katrin Paul (* 1966), Schriftstellerin und Übersetzerin
- Dirk Audehm (* 1967), Schauspieler, Theaterregisseur und Sänger
- Patrick Kühl (* 1968), Schwimmer, Silbermedaillen-Gewinner bei Olympia
- Christina Schultz (* 1969), Volleyballspielerin
- Bertram Reinecke (* 1974), Schriftsteller
- Enrico Janoschka (* 1975), Motorrad-Bahnrennfahrer
- Mirko Wolter (* 1976), Speedwayfahrer
- Anja Schiffel (* 1977), Schauspielerin
- Jessy Wellmer (* 1979), Fernsehmoderatorin und Journalistin
- Michael Köhler (* 1984), Handballspieler
- Tom Gröschel (* 1991), Leichtathlet
- Frauke Hacker (* 1995), Ruderin
- Benno Dietze (* 2003), Fußballspieler
- Felix Ruschke (* 2003), Fußballspieler
- Max Hagemoser (* 2003), Fußballspieler

## Persönlichkeiten, die am Ort gewirkt haben

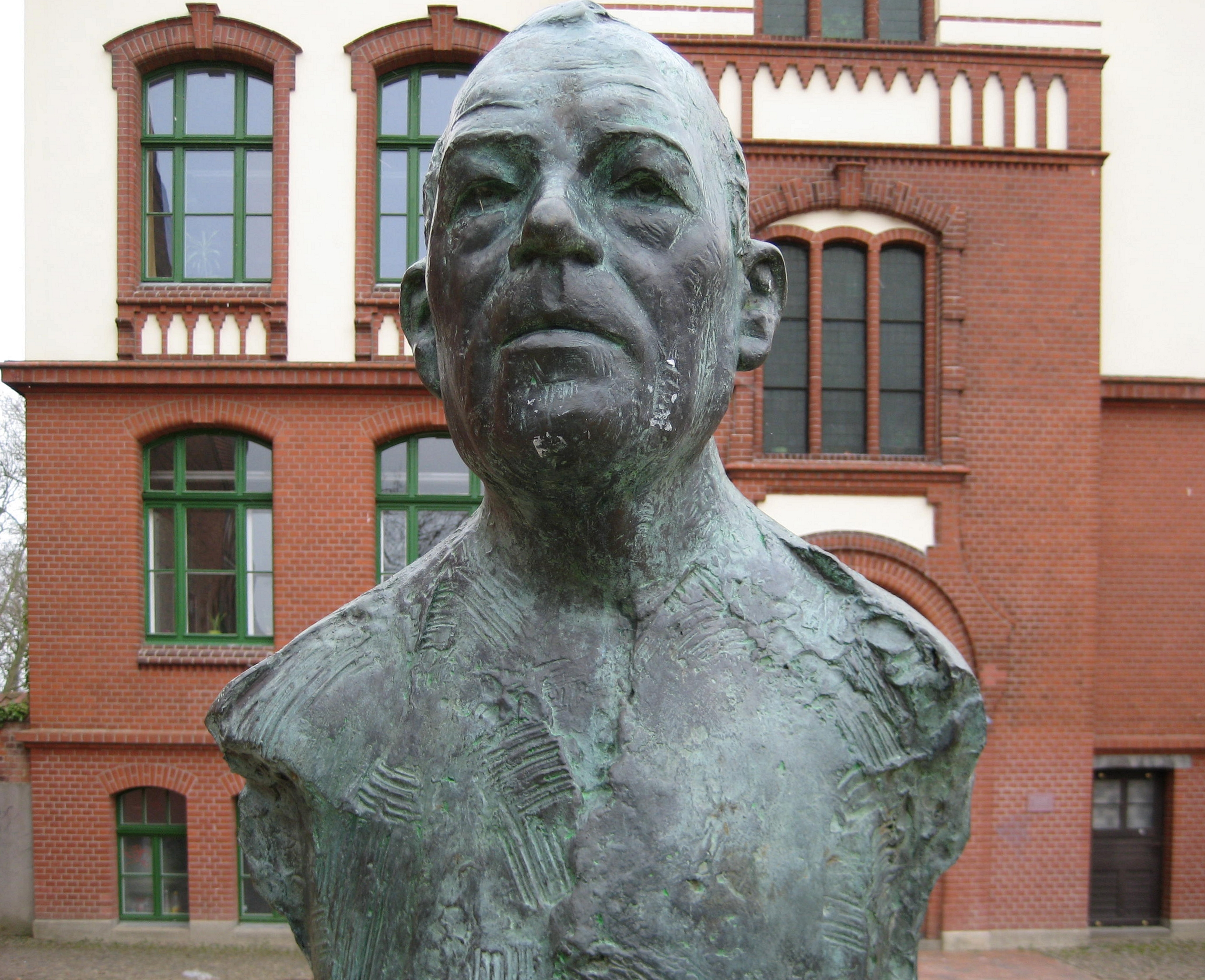
Detail der Skulptur von Uwe Johnson vor dem John-Brinckman-Gymnasium, geschaffen von Wieland Förster

- Jacob Coler (1537–1612), Superintendent in Güstrow 1599–1612
- Sophie (1557–1631), Tochter von Herzog Ulrich, Königin von Dänemark; verbrachte ihre Jugend bis 1572 in Güstrow
- Christian IV. (1577–1648), Enkel Herzog Ulrichs, König von Dänemark; verbrachte seine Kindheit teilweise am Güstrower Hof
- Theophilus Neuberger (1593–1656), reformierter Geistlicher und Theologe, war Hofprediger in Güstrow
- Samuel Gercke († 1693), Orgelbauer und Organist in Güstrow
- Carl Noebe (1800–1866), Domorganist und Orgelbauer in Güstrow
- Friedrich Koch (1817–1894), Architekt; von 1863 bis 1893 war er erste Baubeamter der Domanialämter Güstrow-Rossewitz und Bützow-Rühn.
- Heinrich Kaehler (1804–1878), Bildhauer; übernahm 1847 die Eisengießerei seines Schwagers und war als Unternehmer in Güstrow erfolgreich
- John Brinckman (1814–1870), plattdeutscher Schriftsteller; lebte und arbeitete seit 1849 in Güstrow und war Lehrer an der Realschule
- August Viereck (1825–1865), Porträtmaler; verbrachte seine letzten drei Lebens- und Schaffensjahre in Güstrow
- Robert Balck (1831–1907), mecklenburgischer Verwaltungsjurist und Oberlanddrost
- Heinrich Wilke (1869–1952), Porträtist, Landschafts- und Historienmaler, wirkte von 1917 bis zu seinem Tod in Güstrow
- Ernst Barlach (1870–1938), Bildhauer; lebte und arbeitete von 1910 bis zu seinem Tod in Güstrow. Viele seiner Werke werden hier ausgestellt. Ehrenbürger (postum) seit 1. Oktober 2010
- Paul Korff (1875–1945), Architekt; besuchte in Güstrow die Schule und errichtete bis zum Ersten Weltkrieg einige Häuser in der Stadt
- Martin Eggert (1883–1978), Architekt; war als Senator, Stadtbaudirektor und Geschäftsführer der Baugenossenschaft „Neue Heimat“ tätig
- Hans Albers (1891–1960), Schauspieler; debütierte am Stadttheater Güstrow in der Spielzeit 1912/13
- Gerhard Bosinski (1911–1985), evangelischer Theologe; war nach dem Zweiten Weltkrieg Domprediger im Güstrower Dom
- Karl Heinz Robrahn (1913–1987), Lyriker; besuchte in Güstrow das Gymnasium
- Karl-Ernst Sommerfeldt (1926–2015), Sprachhistoriker, Germanist, Hochschullehrer an der Pädagogischen Hochschule Güstrow
- Egon Schmidt (1927–1983), Kinderbuchschriftsteller; war langjähriger Dozent an der Pädagogischen Hochschule.
- Uwe Johnson (1934–1984), Schriftsteller; legte 1952 die Reifeprüfung am John-Brinckman-Gymnasium ab
- Gunter Rambow (* 1938), Grafikdesigner und Fotograf; lebt seit 2003 in Güstrow
- Andreas Reinke (* 1969), Profi-Fußballspieler; war als Spieler bei Dynamo Güstrow von 1975 bis 1985 tätig